# 潘金蓮
- 水滸伝 > 潘金蓮
- 金瓶梅 > 潘金蓮

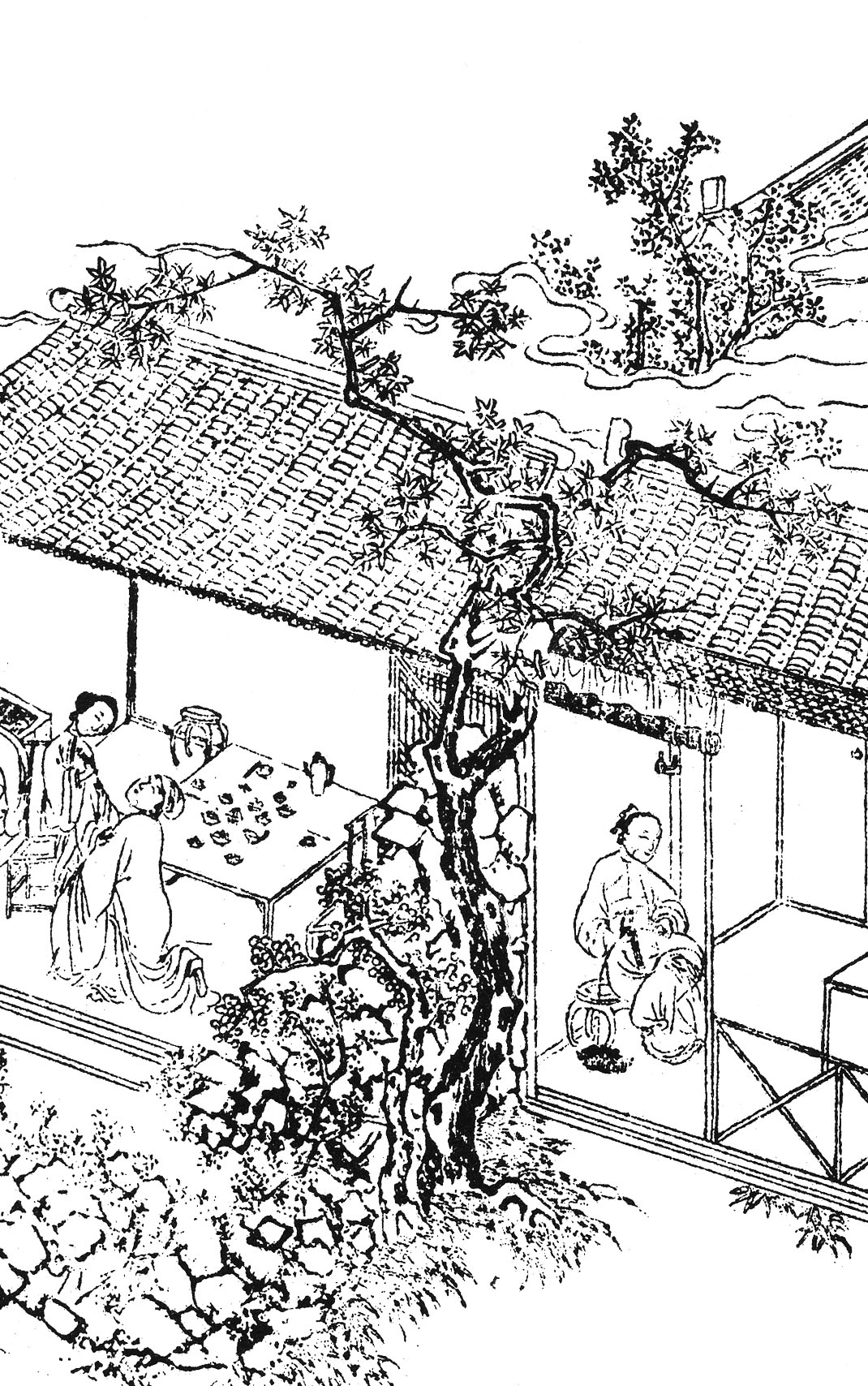
1617年の金瓶梅に描かれた金蓮

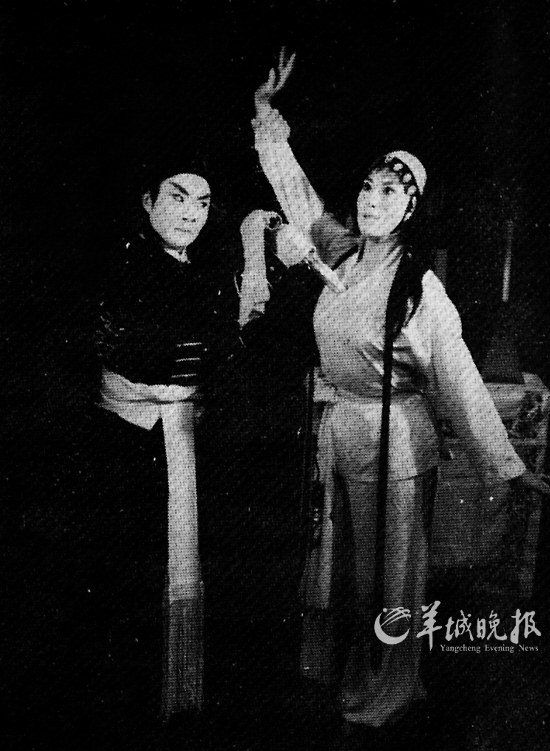
武松に殺される金蓮のシーン。中国人民芸術劇団。1961年

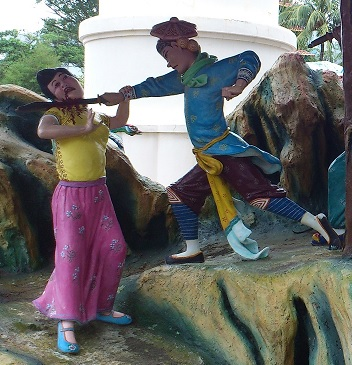
シンガポール、ハウパーヴィラの金蓮

潘 金蓮（はん きんれん、Pan Jinlian）は、中国の小説で四大奇書の一つ『水滸伝』『金瓶梅』に登場する、通説では架空とされている女性。情夫とともに夫を殺して愛欲に耽り、義弟に成敗される好色な悪女として知られる。「金蓮」とは、当時の美人の基準の一つであった纏足を形容する語である。
『水滸伝』では、陽穀県の炊餅（蒸し饅頭）売り武大の妻として登場。絶世の美女だが性欲・物欲・向上心が強く、夫を殺して情夫の豪商西門慶との淫蕩にふける典型的な悪女・淫婦である。『金瓶梅』では副主人公として描かれ、彼女の名の頭文字が作品の題名の一文字目として使われている。

## 水滸伝における潘金蓮
元々は清河県の商人の使い女であった。その美形から主人が手を出そうとしたが、それをはねつけ、逆に正夫人に告げ口をしたため、逆に主人の恨みを買い、県内で最も醜男である武大に無理矢理嫁がされた。そのため人の噂となるのを避けて陽穀県へ転居した。そこへ虎退治で名を上げ、都頭として取り立てられた武松（武大の弟）が現れ、居候となる。兄とは大違いの筋骨隆々たる美男である武松に惚れ、色目を使うが、身持ちの堅い武松からは相手にされなかった。
そんな時、薬屋で大金持ちの色男の西門慶が家の前を通りかかり、金蓮とお互いに一目惚れとなる。隣家の王婆の仲介により、二人は逢瀬を重ねることとなり、しまいに夫の武大にも気づかれてしまう。だが、浮気の現場に踏み込んだものの、武大は弟と違い何の武芸もたしなんでおらず、かえって西門慶に蹴られ、大けがを負ってしまう。武大が邪魔になった二人は、武松が公務で東京（開封）へ赴任して留守なのを良いことに、怪我の治療薬と称して西門慶が入手した毒薬を飲ませて武大を殺害する。障害の消えた二人は、誰憚ることなく不倫を重ねていった。
東京から帰ってきた武松は、兄の死に大いに驚くが、県の葬儀役人何九叔から、武大の遺体から出た毒殺の疑いある不審な骨を渡され、また周辺住民からの聞き込みにより、金蓮と西門慶の2人が兄を殺したと確信する。武松は葬儀のお礼と称して、王婆を含め周辺の住民を招いた席で、金蓮を殺し、兄の仇を討った。

## 金瓶梅における潘金蓮

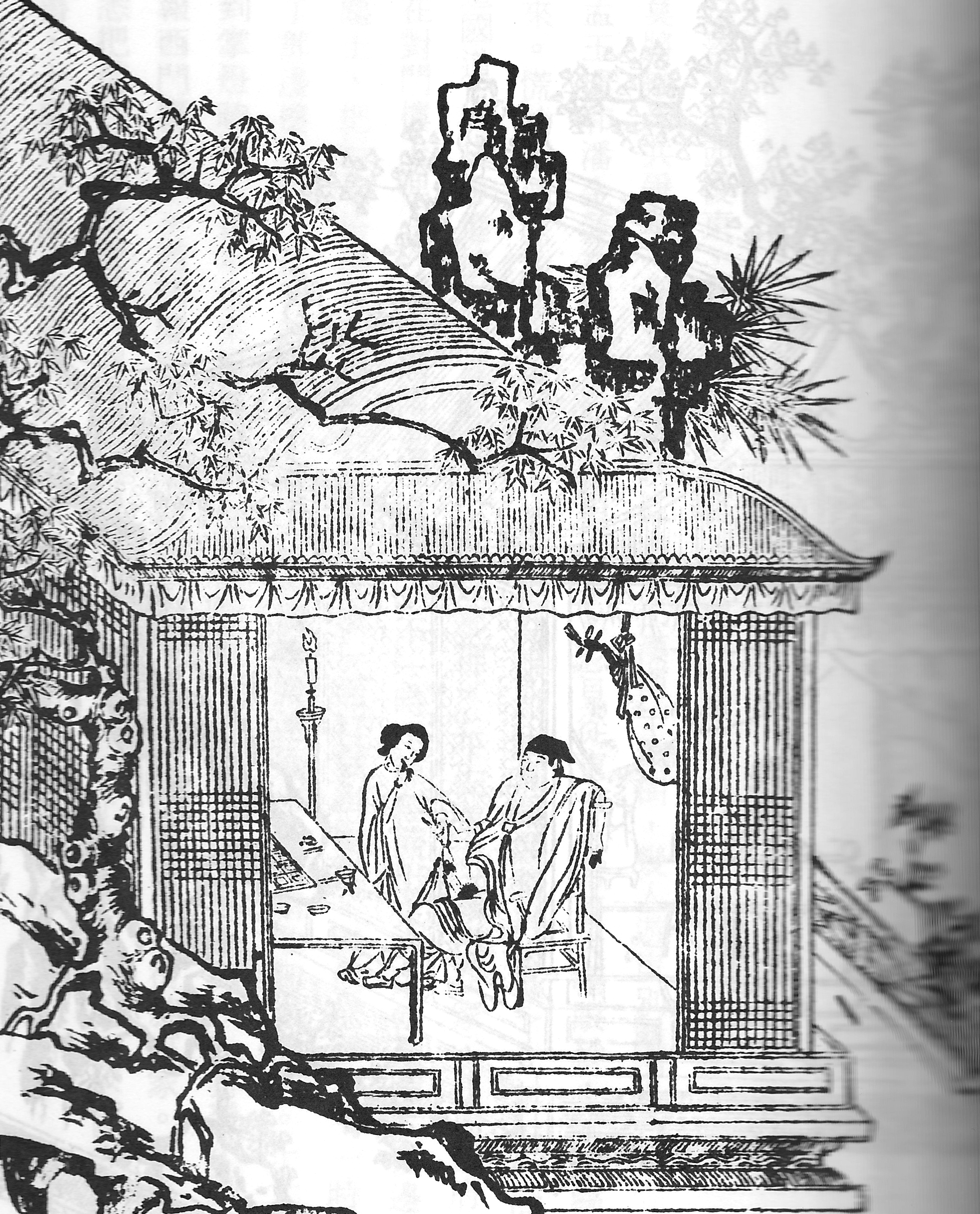
金瓶梅格子门插图の挿絵から。明代。

『金瓶梅』では、『水滸伝』での潘金蓮の毒婦としてのキャラクターをよりふくらませ、さらに活躍させている。基本的な設定はほとんど変わらず、王婆の手引きで西門慶と深い仲となり、武大の殺害に至るまでの流れは同じだが、その後武松の追及を逃れ、西門慶の第五夫人として嫁ぐ。正夫人の呉月娘に取り入る一方、第四夫人の孫雪娥とは犬猿の仲であり、ことあるごとにいがみ合った。やがて武松が帰ってくるが、『水滸伝』とは異なり金蓮と西門慶は殺されず、西門慶と同席していた役人の李外傅を殺した罪により、武松はおたずね者となってしまう。
金蓮とその侍女・龐春梅（『金瓶梅』の梅。彼女も金蓮の手引きにより西門慶のお手つきとなる）は、勝ち気な性格から邸内でのトラブルメーカーとなり、はじめ第四夫人の孫雪娥、ついで第二夫人の李嬌児を標的とし、排斥する。やがて金蓮と同様、花子虚の妻であった李瓶児（『金瓶梅』の瓶）が西門慶と不倫関係に陥り、やはり同様に夫を没落させ死に至らしめる。金蓮は西門慶を問い詰め、李瓶児の件を知ると、むしろ彼女と擬似的協力関係となり、紆余曲折を経て李瓶児は第六夫人として西門家へ入る。
やがて西門慶が使用人来旺の妻の宋恵蓮に手を出すと、金蓮は彼女と対立。来旺から罵倒された腹いせに、来旺を無実の罪に陥れて流刑になるように工作、悲観した宋恵蓮を縊死させた。また李瓶児が西門慶の子（官哥）を生むと、嫉妬に駆られた金蓮は性技で西門慶に猛攻をかける一方、瓶児・官哥母子をいびり倒し、嫌がらせを繰り返してついに官哥を死に至らしめる。ショックを受けた瓶児もやがて衰弱死する。さらに金蓮は、西門慶に媚薬（強精剤）を過剰摂取させ、結局彼をも死に至らせたのである。
西門慶の死後、春梅を巻き込み、以前から不倫関係にあった西門慶の娘婿の陳経済と乱行にふけるが、もう一人の侍女の秋菊が正夫人の呉月娘に密告したため、激怒した呉月娘から追放され、王婆を介して売りに出されてしまう。この期に及んでも金蓮は王婆の息子の王潮と深い仲になるなど痴態は続くが、やがて買い手として武松が現れる。「やはり武松と結ばれる運命にあった」と喜んで嫁ごうとする金蓮であったが、もちろん武松からすれば復讐のための接近であり、婚礼の日に王婆とともに殺害された。

## 実在の人物であるという説
潘金蓮には古くから実在説がある。中国の学者の盛巽昌によれば、以下の説があるという（『水滸伝補証本』による）。
- 宋の西門慶の妾の一人である。『水滸伝』に描かれている悪業は嘘であり、西門慶の正室呉氏の一族が潘金蓮の子孫をあてこするために作ったものである。
- 潘金蓮は元末明初に実在した人物であり、清河県の長官武大の妻であった。『水滸伝』の悪業とは反対に、善人であった。ところが、元末の群雄張士誠の部下に潘なにがしという武将が２人おり、潘が寝返ったために張士誠は朱元璋に敗れた。張士誠の参謀だった施耐庵が、それを恨んで同姓の潘金蓮を悪者に仕立て上げたのであるという説。

いずれも伝説の域を出ないが、後者の説はそもそも施耐庵が張士誠に仕えていたという史書そのものが真贋不明のものであるため、疑わしい。